# Manuel Sanz Domínguez
Pour les articles homonymes, voir Sanz et Dominguez.
Manuel Sanz Domínguez (Sotodosos, 31 décembre 1887 - Paracuellos de Jarama, 6 novembre 1936) est un prêtre espagnol restaurateur de la branche masculine de l'ordre de Saint-Jérôme, martyr lors de la guerre civile espagnole et reconnu bienheureux par l'Église catholique.

## Biographie
Il naît en 1887 à Sotodosos (province de Guadalajara). À 25 ans, il travaille pour la compañía de los ferrocarriles de Madrid a Zaragoza y Alicante puis pour la banque London County Westminster and Parr's Foreign Bank (en) située sur la Gran Vía. Très engagé dans sa foi, il est membre de l'adoration nocturne et participe aux retraites du dimanche que dirige le jésuite José Maria Rubio. Avec le contact des jésuites, il se sent appelé à la vocation religieuse mais la mauvaise santé de son père et le fait que ses deux sœurs dépendent financièrement de lui force Manuel à retarder sa décision.
L'année 1920 marque les 1500 ans de la mort de saint Jérôme que l'Église célèbre avec beaucoup de solennité. Manuel connaît bien les écrit du docteur de l'Église grâce à un ami de l'adoration nocturne qui avait essayé, en vain, de restaurer la branche masculine de l'ordre de Saint-Jérôme qui avait disparu au XIXe siècle, Manuel avait non seulement étudié les écrits du saint mais aussi l'histoire de l'ordre et sa spiritualité.
Lorsque son père décède et que ses sœurs sont à l'abri du besoin, il décide d'abandonner sa position sociale aisée pour restaurer l'ordre et devenir moine de saint Jérôme, il est rejoint par 5 compagnons et il a le soutien des religieuses de saint Jérôme de Madrid, il entame les démarches civiles et religieuses et se rend à Rome pour convaincre le pape Pie XI de son projet. Le 11 août 1925, les nouveaux hiéronymites commencent la vie régulière dans l'ancien monastère de Santa María del Parral (es). Dans ce monastère, comme d'autres moines, il reçoit l'ordination sacerdotale le 22 décembre 1928 et prononce ses vœux temporaire puis solennel prenant le nom de Manuel de la Sainte Famille. 
Mais la seconde République espagnole amène le trouble dans la vie religieuse, puis lors de la guerre d'Espagne, il est arrêté à Madrid le 5 octobre 1936 et transféré en prison avec d'autres religieux, prêtres et laïcs et le 6 novembre de la même année, il est fusillé à Paracuellos de Jarama. 

## Béatification
Sa cause de  béatification commence dans l'archidiocèse de Madrid le 1er décembre 1997, le positio super martyrio est présenté le 14 février 2001 et le décret publié le 20 décembre 2012, il est béatifié à Tarragone le 13 octobre 2013 par le cardinal Angelo Amato.